# آشخن آراکسیان
آشخن آراکسیان (ارمنی: Աշխեն Արաքսյան؛  ۲۸ دسامبر ۱۸۷۵ – ۱۶ فوریهٔ ۱۹۴۵) یک بازیگر و کارگردان تئاتر اهل ارمنستان بود. وی بین سال‌های ۱۸۹۶ تا - میلادی فعالیت می‌کرد.

## زندگی‌نامه
وی در ۲۸ دسامبر ۱۸۷۵ در تفلیس به دنیا آمد . وی در تئاتر دراماتیک دولتی وارطان آجمیان گیومری فعالیت می‌کرد. وی همچنین برندهٔ جوایزی همچون هنرمند شایسته ارمنستان شوروی (۱۹۳۴) شده است. وی در ۱۶ فوریهٔ ۱۹۴۵ در سن ۷۷ سالگی در لنیناکان درگذشت.